# Marriott's Grand Chateau
Marriott's Grand Chateau is een timeshareresort van de keten Marriott Vacation Club in Paradise in de agglomeratie van Las Vegas. Het resort bevindt zich in de buurt van de Las Vegas Strip. Marriott's Grand Chateau, dat uit drie vleugels bestaat, heeft een architectonische hoogte van ongeveer 113 meter en telt 37 verdiepingen. Het resort zal volgens planning worden uitgebreid met een vierde vleugel en zal dan een X-vormige plattegrond hebben. Tegen de toren aan bevindt zich een drie verdiepingen tellende parkeergarage. Het gebouw, waarvan het ontwerp geïnspireerd is op Zuid-Franse huizen, bestaat uit beton en staal. Het interieur is gebouwd in de moderne stijl.

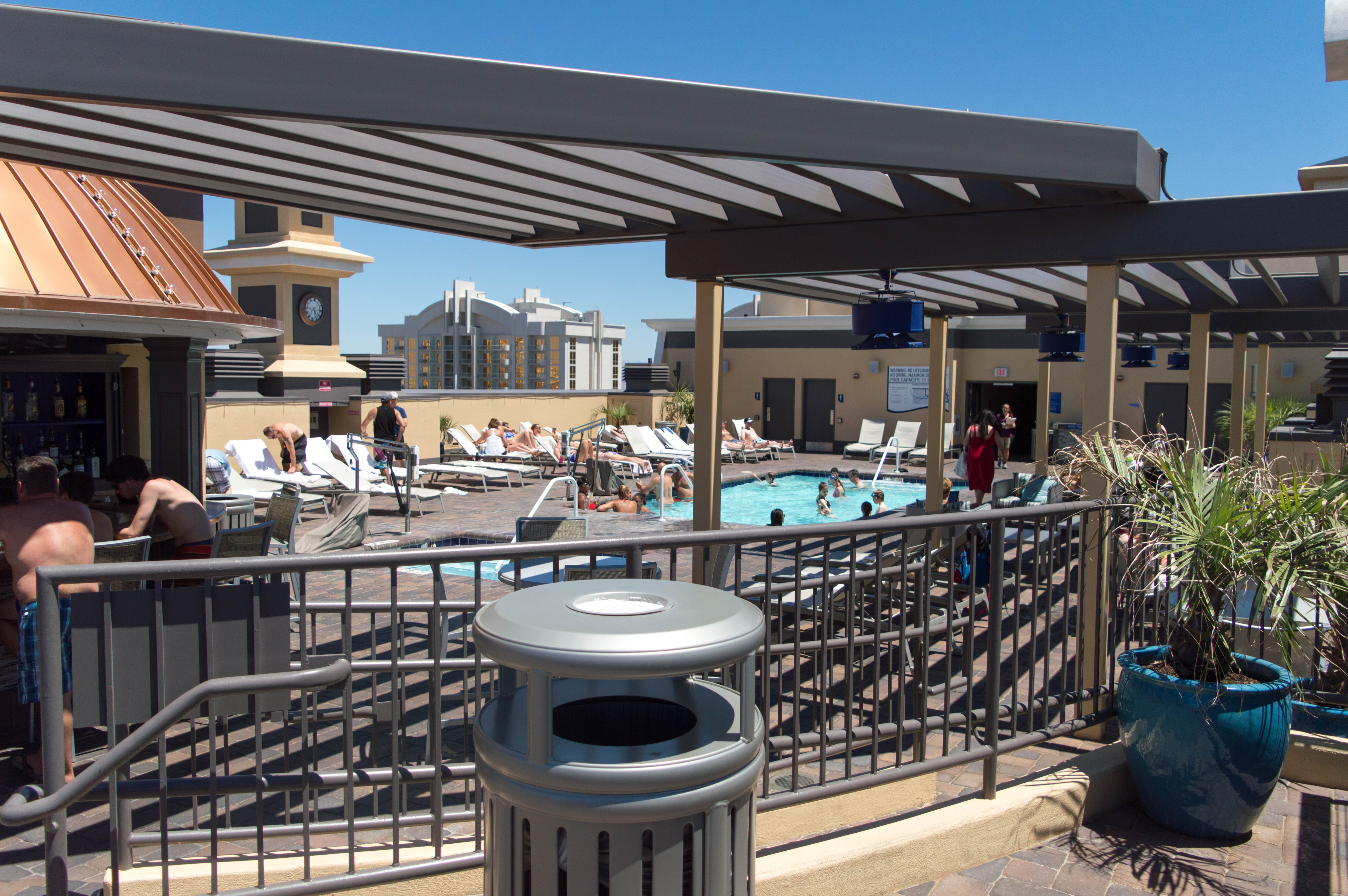
Het dakterras met zwembad

Marriott's Grand Chateau telt 643 appartementen, die tussen de één en drie slaapkamers hebben. Als ook de vierde vleugel gerealiseerd zal zijn, zal het totale aantal appartementen 895 bedragen. Een deel van de appartementen is in bezit van Marriott en een deel van timeshare-eigenaren. Marriott's Grand Chateau beschikt over twee zwembaden, namelijk één op de vijfde verdieping en één op het dakterras. Ook zijn er enkele etensgelegenheden, waaronder bij beide zwembaden.

## Geschiedenis

### Voorafgaand aan de bouw
Voordat het resort werd gebouwd, bevond zich op die plaats de nachtclub Jubilation, die later hernoemd werd tot The Shark Club. Die nachtclub sloot in 1996. Grand Casinos had omringende percelen in handen en kreeg een optie om de grond van de voormalige nachtclub voor $10 miljoen te kopen. In 1997 vroeg het bedrijf voor de percelen een bouwvergunning aan en verklaarde er mogelijk later een casino te zullen ontwikkelen of om de grond door te verkopen. Toen Grand Casinos in december 1998 werd verkocht, kwam de optie om het perceel van de The Shark Club te kopen in handen van Lakes Entertainment, een spin-off van Grand Casinos. Lakes Entertainment verklaarde in december 2001 in onderhandeling te zijn over de ontwikkeling van een timesharehotel op de locatie.
Begin 2002 maakte Diamond Resorts plannen bekend om een timesharehotel genaamd "The Chateau" te bouwen. De bouw zou in 2004 beginnen. Later in 2002 werd Lakes Entertainment de ontwikkelaar van het project. Diamond Resorts zou de beheerder van het complex worden. Lakes Entertainment verkocht het perceel van 1,5 hectare echter in 2003 aan een onderdeel van Marriott voor $15 miljoen. Marriott besloot het $300 miljoen kostende timesharehotel te bouwen.

### Bouw en uitbreidingen
Marriott's Grand Chateau werd ontworpen door het architectenbureau MBA Reno Architecture and Interior Design. De eerste vleugel die gebouwd werd heeft een oppervlakte van 50.000 m² en omvat naast appartementen de lobby en het dakterras. Ook werd gedurende de eerste fase een deel van de parkeergarage gebouwd. In juli 2004 begon de verkoop van appartementen op timesharebasis en in september 2005 werd Marriott's Grand Chateau geopend.
De bouw van de tweede vleugel startte in maart 2006. Die vleugel heeft een oppervlakte van 45.000 m². In 2008 was Marriott's Grand Chateau het bezit van de Marriott Vacation Club met de hoogste omzet: de omzet van het resort bedroeg dat jaar $110 miljoen.
De bouw van de derde vleugel van het Marriott's Grand Chateau startte in de zomer van 2012. Samen met de vleugel werd ook een uitbreiding van de parkeergarage gerealiseerd en werden andere delen van het resort heringericht. De Tutor Perini Building Corporation was de aannemer en dagelijks waren er gemiddelde 250 bouwvakkers tijdens de bouw aanwezig. In augustus 2013 werd de top van de derde vleugel bereikt en de geplande aflevering van de uitbreiding lag halverwege 2014. De 223 appartementen in de derde vleugel hebben oppervlaktes die variëren tussen de 75 en 190 m². Beneden in de derde vleugel bevinden zich onder andere een kleine supermarkt, meer zitgelegenheid voor de lobby en biljarttafels. Daarnaast bevindt zich op de vijfde verdieping een tweede zwembad.